# Kumlinge kyrka
S:ta Anna kyrka är en kyrkobyggnad i Kumlinge på Åland. Det är en skärgårdskyrka tillägnad jungfru Marias mor Sankta Anna. Kyrkan omnämns första gången 1484. Kyrkan ligger avsides på Kumlinge långt ifrån både Kumlinge by och havsstranden.

## Historia
Kumlinge var till en början kapellförsamling till Sunds kyrka. 1479 är Kumlinge en självständig socken.
Enligt gammal urkund ska det ha legat ett kloster på Kumlinge. Vid restaureringen av kyrkan 1961 hittades resterna av en äldre byggnad invid kyrkan som skulle kunna stödja den traditionen. Eftersom resterna av den äldre byggnaden inte analyserats så är detta trots allt bara spekulationer.
Inga spår av en tidigare träkyrka har hittats. Däremot är några av inventarierna av tidigare datum och skulle därför kunna komma från en tidigare kyrka på Kumlinge. Analys av murbruk och trä från den östra gaveln visar att kyrkan sannolikt härstammar från 1300-talet.
Kyrkan omnämns första gången i Kort Hartvigssons testamente år 1484.

## Kyrkobyggnaden
St:a Anna kyrka är enskeppig salkyrka byggd i gråsten istället för den röda granit, rapakivi som är det vanliga för åländska kyrkor. Långhuset uppfördes under 1300-talet för att brandhärjas under början av 1400-talet. Vapenhuset tillkom cirka 1470.
Efter reformationen på 1600-talet fick kyrkan ny inredning med bänkar och predikstol och läktare. Under den stora ofreden användes kyrka som stall av de ryska soldaterna. Sedan 1767 pryds vapenhuset med en spira i barockstil med lökupol.

## Väggmålningar
Kyrkan är historiskt värdefull, främst på grund av de heltäckande och välbevarade kalkmålningarna som är målade i den franciskanska traditionen sent 1400-tal eller ca 1500 och är unika i Finland. Bilderna visar Marias liv, Kristi barndom, änglar och - ovanligt nog - huvudsakligen kvinnliga helgon med undantag av aposteln Bartolomeus och evangelisten Matteus. Målningarna är enhetligt utförda både vad gäller stil och bildval.

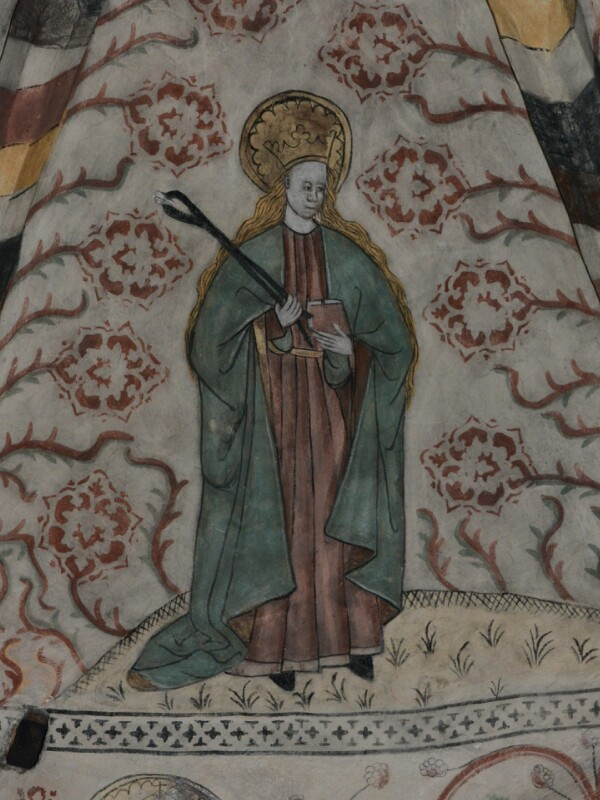
Sankta Apollonia
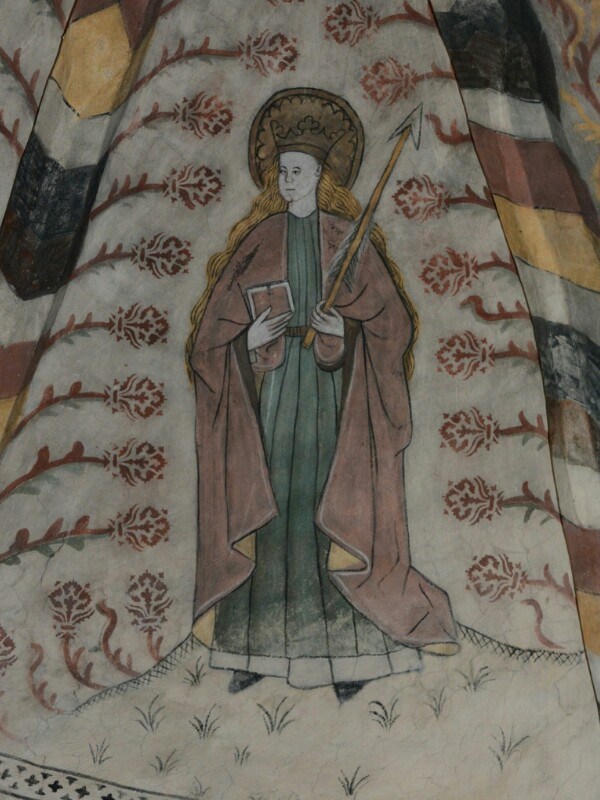
Sankta Ursula
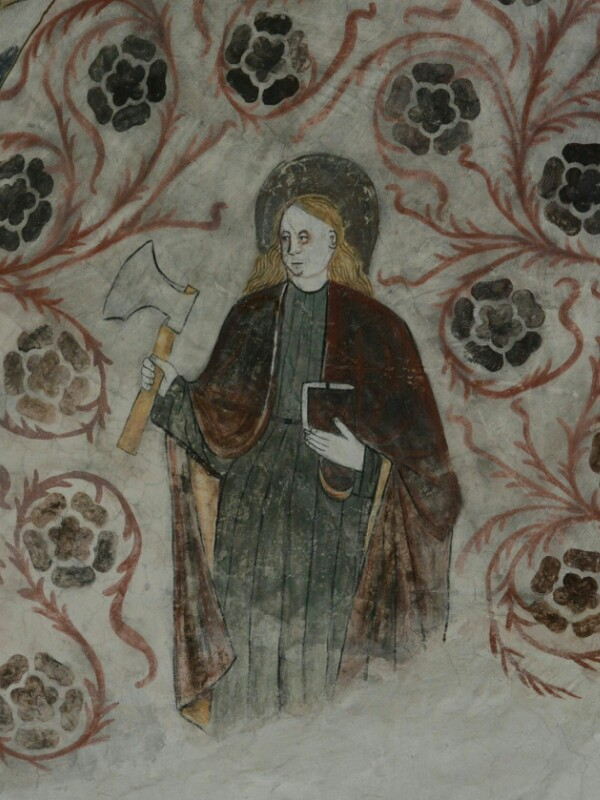
Sankt Matteus
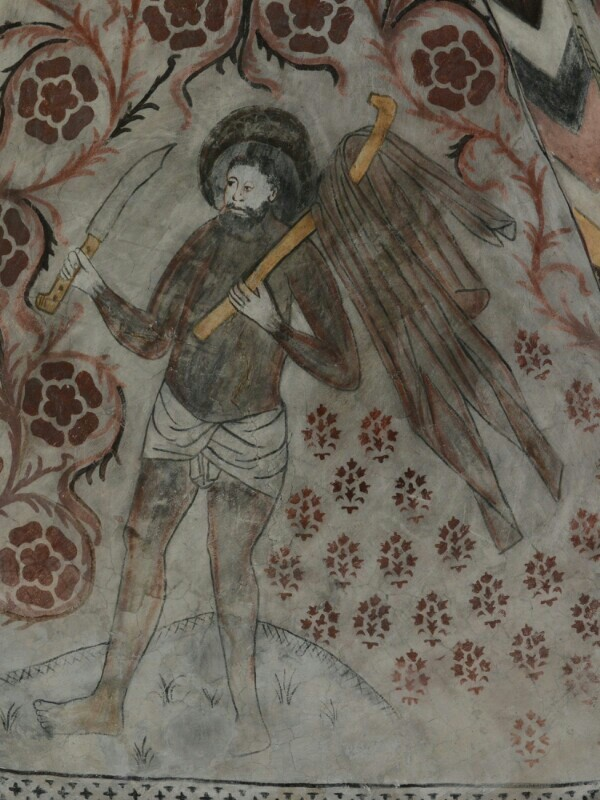
Sankt Bartolomeus
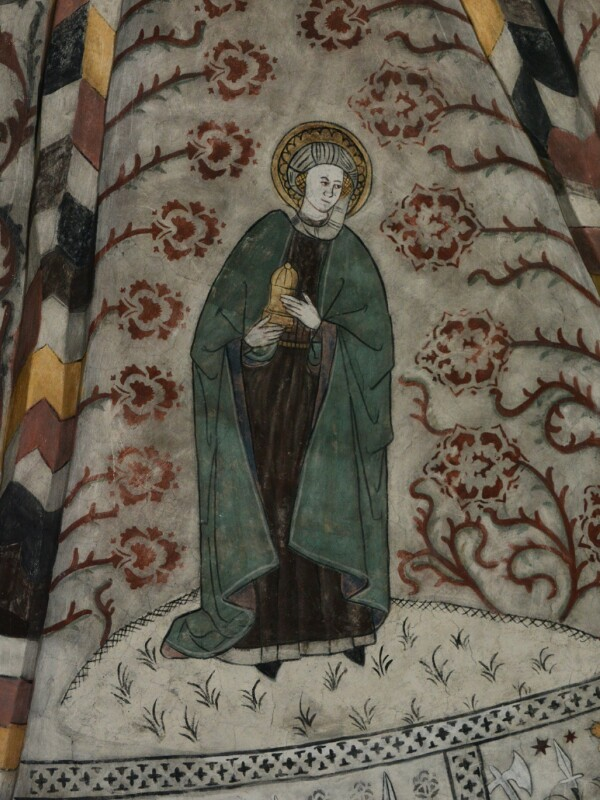
Sankta Maria Magdalena
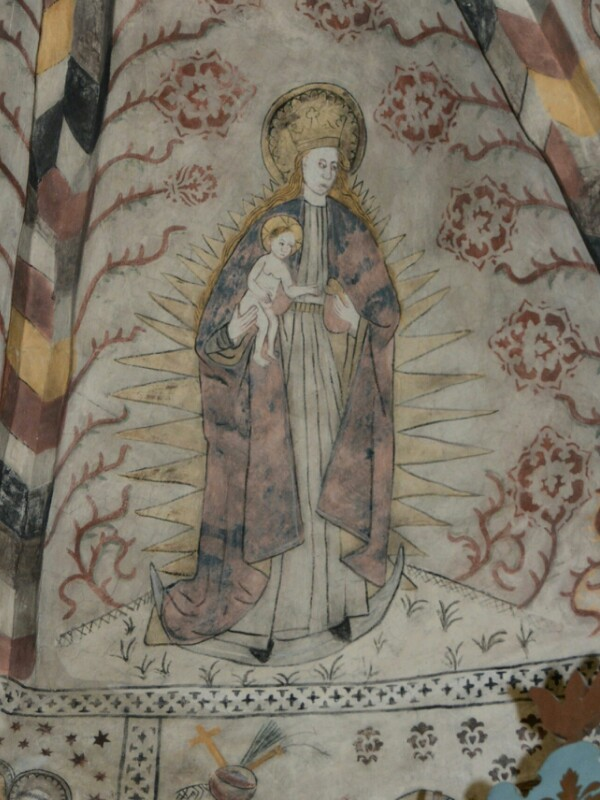
Jungfru Maria
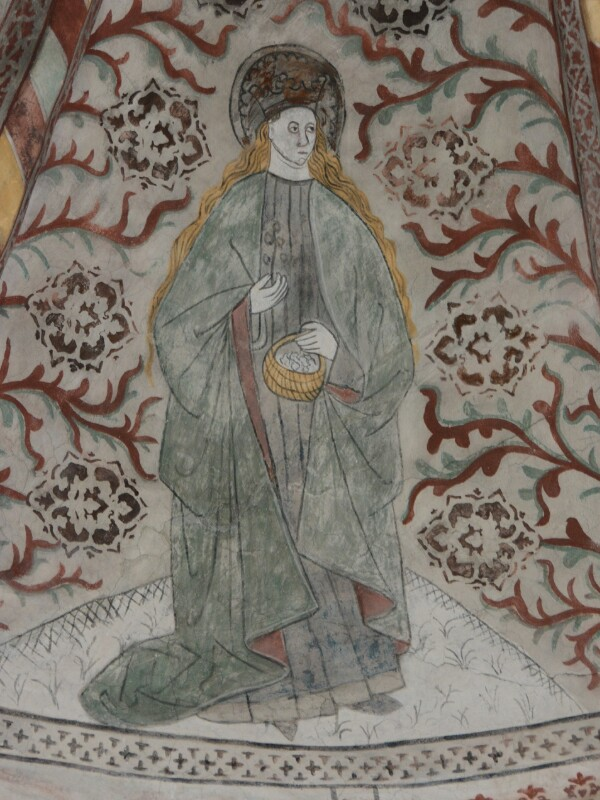
Sankta Dorotea
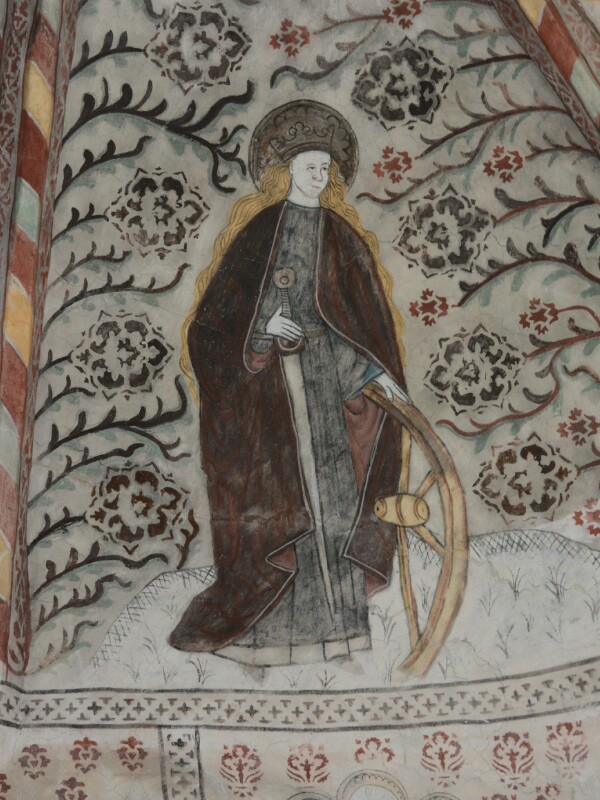
Sankta Katarina
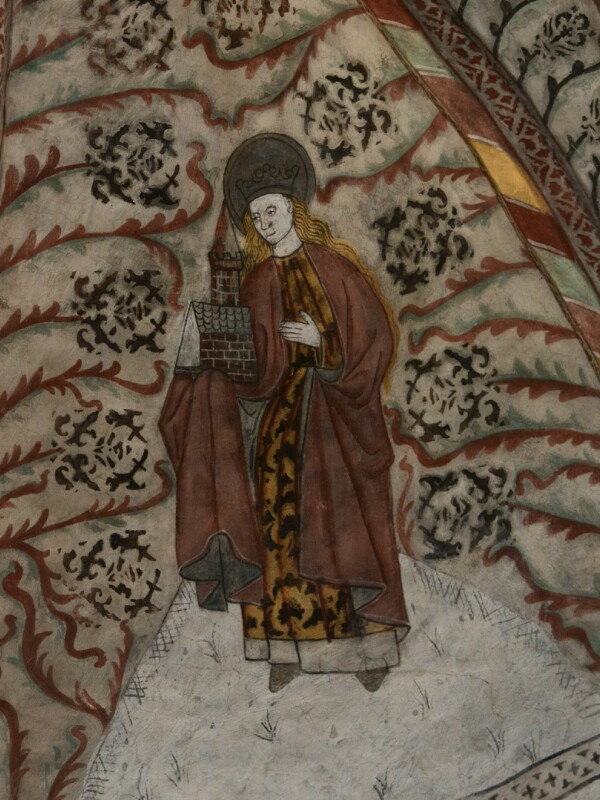
Sankta Gertrud
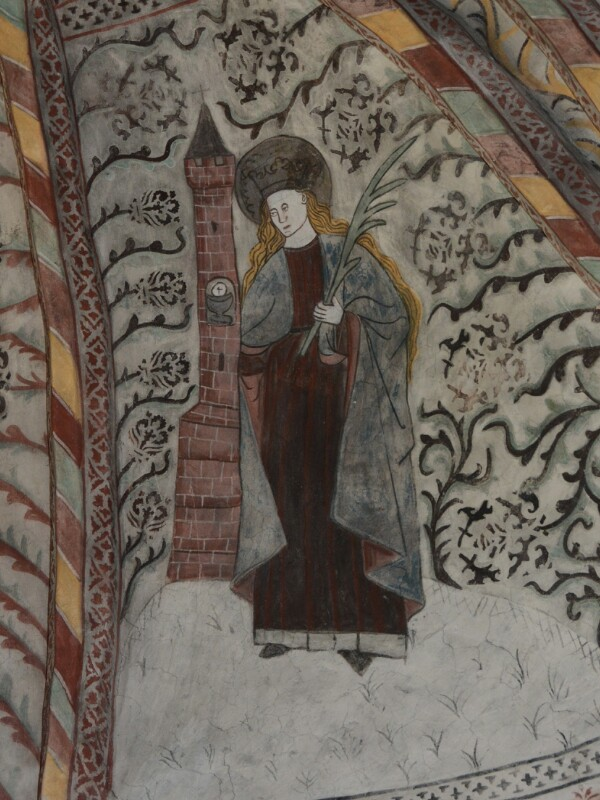
Sankta Barbara

## Inventarier

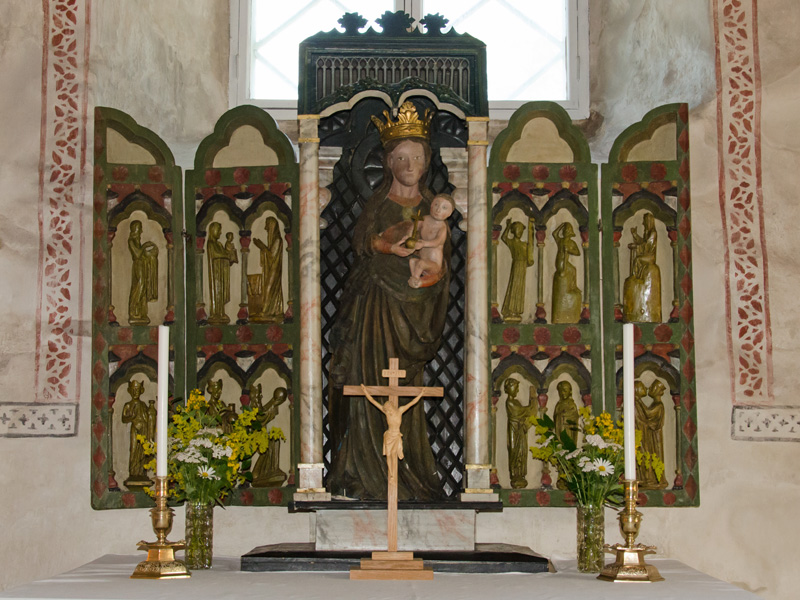
Altarskåp

- Ett unggotiskt altarskåp från mitten av 1200-talet. Eftersom altarskåpet är äldre än kyrkobyggnaden kan möjligen altarskåpet ursprungligen kommit från moderkyrkan i Sund.[1]
- En statyett av Kristusbarnet från mitten av 1200-talet som ursprungligen tillhört altarskåpets mittparti.[1]
- Ett triumfkrucifix från tidigt 1400-tal[2]
- En dopfunt från 1200-talet[2]

### Orgel
- Orgeln togs i bruk efter om- och tillbyggnad 1963, och räknas som ett verk av orgelbyggaren Veikko Virtanen.[1][4]

| Huvudverk I C-f3 | Bröstverk II C-f3 | Pedal C-d1 | Koppel |
| Flöte 8’         | Gedackt 8'        | Subbas 16' | I/P    |
| Prästant 4'      | Rohrflöte 4'      |            | II/P   |
| Oktave 2'        | Prinzipal 2'      |            | II/I   |
| Scharf 3 ch      | Quinte 1 1/3'     |            |        |
|                  | Regal 8'          |            |        |